# Grand Prix-wegrace van Tsjecho-Slowakije 1982
De Grand Prix-wegrace van Tsjecho-Slowakije 1982 was de twaalfde Grand Prix van het wereldkampioenschap wegrace-seizoen 1982. De races werden verreden op 29 augustus 1982 op de Masaryk-Ring nabij Brno. Na dit seizoen zou de Grand Prix van Tsjecho-Slowakije voorlopig geen WK-status meer krijgen. 

## Algemeen
De Grand Prix van Tsjecho-Slowakije kwam al in de week voor de races onder grote druk te staan. Dat had alles te maken met de toestanden tijdens de Finse Grand Prix, waar de halsstarrige organisatie weigerde de kletsnatte races op het stratencircuit Imatra stil te leggen tot dit uiteindelijk het leven kostte aan zijspancoureur Jock Taylor. De Masaryk-Ring was ook een stratencircuit en het werd voor de 500cc-klasse te gevaarlijk geacht. De coureurs vreesden de eventuele regen, waardoor het voor alle klassen levensgevaarlijk werd. Roland Freymond en Eric Saul hadden al collega's benaderd met een vragenlijst en tijdens de races om het Duitse kampioenschap op de Nürburgring hadden Toni Mang en Martin Wimmer hetzelfde gedaan. Zo gaven 74 coureurs te kennen in de toekomst niet meer op de Masaryk-Ring te willen rijden. De organisatie vroeg de rijders ten minste in 1983 nog terug te keren, want in 1984 zou het nieuwe Automotodrom Brno klaar zijn. De organiserende club probeerde tijdens een vergadering handtekeningen van bereidwillige coureurs te krijgen, maar daar spraken ook Eric Saul, Toni Mang en Mike Krauser, die drie zijspancombinaties (Biland/Waltisperg, Schwärzel/Huber en Michel/Burkhardt) en Stefan Dörflinger steunde. Krauser wilde zijn coureurs niet aan onnodige risico's blootstellen. Geen enkele coureur verklaarde zich bereid in 1983 naar Tsjecho-Slowakije te komen, tenzij er een ander acceptabel circuit gevonden werd. De wedstrijden werden nog steeds goed bezocht met op vrijdag en zaterdag al 120.000 toeschouwers en op zondag zelfs 190.000. Daaronder waren nog steeds veel fans uit de DDR, die de West-Duitse coureurs kwamen aanmoedigen. 

## 350 cc
Met de moed der wanhoop kwam Jean-François Baldé aan de start in Brno. Zijn in Finland gebroken voet zat in een soort beugel. Toch nam hij heel even de leiding, maar hij kon zijn voet nauwelijks op de voetsteun houden en miste een deel van zijn evenwichtsgevoel. Voor de 250cc-race had hij zich niet eens gekwalificeerd, maar in de 350cc-klasse had hij nog een kans op de wereldtitel. Die moest hij laten varen: hij werd slechts veertiende. Didier de Radiguès nam de leiding over en hij was de rest van de race onbereikbaar. In de derde ronde kwam Toni Mang op de tweede plaats terecht, aangemoedigd door tienduizenden Oost-Duitse fans. Ook hij werd niet meer bedreigd en pakte twaalf punten. Daarmee stelde hij zijn wereldtitel al bijna veilig, want met nog slechts één race te gaan had hij twaalf punten voorsprong op Baldé en vijf punten voorsprong op De Radiguès. Baldé kreeg nu wel een maand de tijd om te herstellen. 

### Uitslag 350 cc
| Pos | Coureur             | Merk              | Tijd     | Grid | Punten |
| --- | ------------------- | ----------------- | -------- | ---- | ------ |
| 1   | Didier de Radiguès  | Chevallier-Yamaha | 45"24'89 | 1    | 15     |
| 2   | Toni Mang           | Kawasaki          | 45"37'94 | 2    | 12     |
| 3   | Jacques Cornu       | Yamaha            | 46"00'95 | 3    | 10     |
| 4   | Thierry Espié       | Chevallier-Yamaha |          | 9    | 8      |
| 5   | Eric Saul           | Chevallier-Yamaha |          | 6    | 6      |
| 6   | Gustav Reiner       | Bimota-Solo       |          |      | 5      |
| 7   | Christian Sarron    | Yamaha            |          | 8    | 4      |
| 8   | Siegfried Minich    | Yamaha            |          |      | 3      |
| 9   | Tony Head           | Spondon-Yamaha    |          | 10   | 2      |
| 10  | Carlos Lavado       | Yamaha            |          | 4    | 1      |
| 11  | Alan North          | Yamaha            |          | 7    |        |
| 12  | Wolfgang von Muralt | Yamaha            |          |      |        |
| 13  | Martin Wimmer       | Yamaha            |          |      |        |
| 14  | Jean-François Baldé | Kawasaki          |          |      |        |
| 15  | Roger Sibille       | Yamaha            |          |      |        |
| 16  | Pierre Bolle        | Yamaha            |          |      |        |
| 17  | Patrick Fernandez   | Bimota-Bartol     |          | 5    |        |
| 18  | Steve Williams      | Yamaha            |          |      |        |
| 19  | Edwin Weibel        | Yamaha            |          |      |        |
| 20  | Reino Eskelinen     | Yamaha            |          |      |        |
| 21  | Andreas Berger      | Yamaha            |          |      |        |
| 22  | Bruno Luscher       | Yamaha            |          |      |        |
| 23  | Hans Naef           | Yamaha            |          |      |        |
| 24  | Rudi Gächter        | Yamaha            |          |      |        |
| 25  | Peter Balaz         | Rotax             |          |      |        |
| 26  | Pavol Dekánek       | Yamaha            |          |      |        |
| DNF | Jeffrey Sayle       | Armstrong         |          |      |        |
| DNF | Massimo Matteoni    | Yamaha            |          |      |        |
| DNF | Eero Hyvärinen      | Yamaha            |          |      |        |
| DNF | Pekka Nurmi         | Yamaha            |          |      |        |
| DNF | Attilio Riondato    | Yamaha            |          |      |        |
| DNF | Franz Kaserer       | Yamaha            |          |      |        |
| DNF | Karl-Thomas Grässel | Yamaha            |          |      |        |
| DNF | Dick van Logchem    | Yamaha            |          | 40   |        |
| DNF | René Delaby         | Yamaha            |          |      |        |
| DNF | Josef Hutter        | Yamaha            |          |      |        |
| DNF | Thierry Feuz        | Yamaha            |          |      |        |
| DNQ | Bohumil Staša       | Yamaha            |          |      |        |

### Top tien WK-tussenstand 350 cc
| Pos. | Coureur             | Motorfiets        | Ptn. |
| ---- | ------------------- | ----------------- | ---- |
| 1    | Toni Mang           | Kawasaki          | 69   |
| 2    | Didier de Radiguès  | Chevallier-Yamaha | 64   |
| 3    | Jean-François Baldé | Kawasaki          | 57   |
| 4    | Eric Saul           | Chevallier-Yamaha | 42   |
| 5    | Carlos Lavado       | Yamaha            | 36   |
| 6    | Christian Sarron    | Yamaha            | 28   |
| 7    | Jacques Cornu       | Yamaha            | 27   |
| 8    | Alan North          | Bimota-Yamaha     | 25   |
| 9    | Patrick Fernandez   | Bimota-Bartol     | 21   |
| 10   | Gustav Reiner       | Bimota-Yamaha     | 19   |

## 250 cc
Didier de Radiguès had net als in de 350cc-klasse als snelste getraind, maar kreeg al in de opwarmronde een vastloper, waardoor hij niet kon starten. Nu nam Carlos Lavado de leiding en hij werd eigenlijk door niemand meer bedreigd. De aandacht richtte zich dan ook om de strijd om de tweede plaats tussen Jean-Louis Tournadre en Toni Mang, want zij stonden ook in de WK-stand dicht bij elkaar. Die strijd begon in de zevende ronde, toen Tournadre en Mang elkaar vonden in een groep met Sito Pons en Martin Wimmer. Zoals altijd bekeek Tournadre het gevecht van de achterkant, want hij ging zeer behoedzaam om met zijn materiaal. Zo vocht Mang om de tweede plaats met Sito Pons, die hij probeerde uit te remmen. Mang had echter - met het oog op de natte plekken op de baan - een intermediate-voorband laten monteren en verloor dit remduel. Hij moest rechtdoor en verloor een groot aantal posities. Vlak voor de finish plaatste Tournadre zijn aanval: hij loste Pons, Wimmer en Fernandez en werd tweede. Mang moest intussen nog hard werken om de achtste plaats te veroveren op Massimo Matteoni, Jean-Marc Toffolo en Jacques Bolle. Tournadre kwam in een comfortabele positie: als Toni Mang de twee laatste GP's won hoefde hij slechts twee derde plaatsen te scoren om wereldkampioen te worden.

### Uitslag 250 cc
| Pos | Coureur                | Merk              | Tijd            | Grid            | Punten |
| --- | ---------------------- | ----------------- | --------------- | --------------- | ------ |
| 1   | Carlos Lavado          | Yamaha            | 42"57'18        | 7               | 15     |
| 2   | Jean-Louis Tournadre   | Yamaha            | 43"06'89        | 5               | 12     |
| 3   | Martin Wimmer          | Spondon-Yamaha    | 43"10'29        | 4               | 10     |
| 4   | Sito Pons              | Kobas-Rotax       |                 |                 | 8      |
| 5   | Patrick Fernandez      | Bimota-Bartol     |                 | 2               | 6      |
| 6   | Roland Freymond        | MBA               |                 | 3               | 5      |
| 7   | Christian Estrosi      | Pernod            |                 | 6               | 4      |
| 8   | Toni Mang              | Kawasaki          |                 | 8               | 3      |
| 9   | Massimo Matteoni       | Yamaha            |                 |                 | 2      |
| 10  | Jean-Marc Toffolo      | Rotax             |                 | 9               | 1      |
| 11  | Jacques Bolle          | Yamaha            |                 |                 |        |
| 12  | Bruno Luscher          | Yamaha            |                 |                 |        |
| 13  | Tony Head              | Spondon-Yamaha    |                 |                 |        |
| 14  | Herbert Besendorfer    | Yamaha            |                 |                 |        |
| 15  | Etienne Geeraerd       | Armstrong         |                 |                 |        |
| 16  | Edwin Weibel           | Yamaha            |                 |                 |        |
| 17  | Eero Hyvärinen         | Yamaha            |                 |                 |        |
| 18  | Michel Galbit          | Yamaha            |                 |                 |        |
| 19  | Hans Müller            | MBA               |                 |                 |        |
| 20  | Paul Harris            | Yamaha            |                 |                 |        |
| 21  | Franco Marchegiani     | Yamaha            |                 |                 |        |
| 22  | Thierry Espié          | Pernod            | Drijfstang      | 10              |        |
| 23  | Thomas Bacher          | Yamaha            |                 |                 |        |
| 24  | Nedy Crotta            | Yamaha            |                 |                 |        |
| 25  | Jean-Michel Mattioli   | Yamaha            |                 |                 |        |
| 26  | Luis Miguel Reyes      | Rotax             |                 |                 |        |
| 27  | Johnny Scott           | Yamaha            |                 |                 |        |
| 28  | Constant Pittet        | Yamaha            |                 |                 |        |
| DNF | Jacques Cornu          | Yamaha            | Ontsteking      | Ontsteking      |        |
| DNF | Jean-Louis Guignabodet | Kawasaki          | Versnellingsbak | Versnellingsbak |        |
| DNF | Paolo Ferretti         | MBA               |                 |                 |        |
| DNF | Christian Sarron       | Yamaha            |                 |                 |        |
| DNF | Massimo Broccoli       | Ad Maiora         |                 |                 |        |
| DNF | Pierluigi Aldrovandi   | Yamaha            | Val             |                 |        |
| DNF | Michel Simeon          | Yamaha            |                 |                 |        |
| DNF | Pierre Bolle           | Yamaha            |                 |                 |        |
| DNF | Leif Nielsen           | Rotax             |                 |                 |        |
| DNF | José Moreno            | Yamaha            |                 |                 |        |
| DNF | Dick van Logchem       | Yamaha            |                 | 40              |        |
| DNF | Eric Saul              | Chevallier-Yamaha |                 |                 |        |
| DNS | Didier de Radiguès     | Chevallier-Yamaha | Vastloper       | 1               |        |
| DNQ | Jean-François Baldé    | Kawasaki          | Blessure        |                 |        |

### Top tien WK-tussenstand 250 cc
| Pos. | Coureur                | Motorfiets        | Ptn. |
| ---- | ---------------------- | ----------------- | ---- |
| 1    | Jean-Louis Tournadre   | Yamaha            | 98   |
| 2    | Toni Mang              | Kawasaki          | 87   |
| 3    | Roland Freymond        | MBA               | 59   |
| 4    | Martin Wimmer          | Spondon-Yamaha    | 40   |
| 5    | Carlos Lavado          | Yamaha            | 39   |
| 6    | Didier de Radiguès     | Chevallier-Yamaha | 38   |
| 7    | Jean-Louis Guignabodet | Kawasaki          | 29   |
| 8    | Jeffrey Sayle          | Armstrong         | 27   |
| 9    | Christian Sarron       | Yamaha            | 26   |
| 10   | Paolo Ferretti         | MBA               | 22   |
| 10   | Jean-François Baldé    | Kawasaki          | 22   |

## 125 cc
Na de start van de 125cc-race ontstond er een kopgroep met Eugenio Lazzarini, Hans Müller en Iván Palazzese. Ricardo Tormo had een slechte start maar kwam al in de eerste ronde op de vierde plaats voor Edwin Weibel, August Ainger en Bruno Kneubühler terecht. Müller viel wat terug, maar Lazzarini won overtuigend voor Palazzese en Tormo. 

### Uitslag 125 cc
| Pos | Coureur              | Merk        | Tijd     | Grid | Punten |
| --- | -------------------- | ----------- | -------- | ---- | ------ |
| 1   | Eugenio Lazzarini    | Garelli     | 45"08'93 | 4    | 15     |
| 2   | Iván Palazzese       | MBA         | 45"11'22 | 5    | 12     |
| 3   | Ricardo Tormo        | Sanvenero   | 45"18'55 | 10   | 10     |
| 4   | Hans Müller          | MBA         |          | 1    | 8      |
| 5   | Gerhard Waibel       | MBA         |          | 7    | 6      |
| 6   | August Auinger       | Bartol-MBA  |          | 2    | 5      |
| 7   | Bruno Kneubühler     | MBA         |          | 9    | 4      |
| 8   | Domenico Brigaglia   | MBA         |          |      | 3      |
| 9   | Jean-Claude Selini   | MBA         |          |      | 2      |
| 10  | Henk van Kessel      | MBA         |          | 20   | 1      |
| 11  | Johnny Wickström     | MBA         |          |      |        |
| DNF | Anton Straver        | MBA         | Val      | 8    |        |
| DNF | Willem Heykoop       | Sanvenero   |          | 25   |        |
| DNF | Stefan Dörflinger    | Krauser-MBA |          | 6    |        |
| DNF | Maurizio Vitali      | Garelli     |          |      |        |
| DNS | Ángel Nieto          | Garelli     | Vakantie |      |        |
| DNS | Pierluigi Aldrovandi | MBA         | Blessure | 3    |        |

### Top tien WK-tussenstand 125 cc
| Pos. | Coureur                      | Motorfiets | Ptn. |
| ---- | ---------------------------- | ---------- | ---- |
| 1    | Ángel Nieto (Wereldkampioen) | Garelli    | 111  |
| 2    | Eugenio Lazzarini            | Garelli    | 95   |
| 3    | Iván Palazzese               | MBA        | 75   |
| 4    | Pier Paolo Bianchi           | Sanvenero  | 59   |
| 5    | Ricardo Tormo                | Sanvenero  | 58   |
| 6    | August Auinger               | Bartol-MBA | 55   |
| 7    | Pierluigi Aldrovandi         | MBA        | 52   |
| 8    | Hans Müller                  | MBA        | 49   |
| 9    | Jean-Claude Selini           | MBA        | 39   |
| 10   | Johnny Wickström             | MBA        | 33   |

## Zijspannen
Nadat Rolf Biland de snelste trainingstijd en ook de beste start had, zag het er goed uit voor zijn WK-kansen. Nog in de eerste ronde viel hij echter uit, officieel met ontstekingsproblemen, maar na de race vertelde hij dat dit al zijn vijfde kapotte motor was. Egbert Streuer nam de leiding over tot in de vierde ronde het zijspanwiel bij een snelheid van meer dan 200 km/h afbrak. Werner Schwärzel profiteerde van dit alles het meest, want hoewel hij op de finish nipt verslagen werd door Alain Michel, nam hij met zijn twaalf punten de leiding in het wereldkampioenschap over.

### Uitslag zijspannen
| Pos | Coureur              | Bakkenist          | Merk                  | Tijd            | Grid            | Punten |
| --- | -------------------- | ------------------ | --------------------- | --------------- | --------------- | ------ |
| 1   | Alain Michel         | Michael Burkhardt  | Krauser-Seymaz-Yamaha | 39"36'38        | 4               | 15     |
| 2   | Werner Schwärzel     | Andreas Huber      | Krauser-Seymaz-Yamaha | 39"36'84        | 3               | 12     |
| 3   | Derek Jones          | Brian Ayres        | LCR-Yamaha            | 39"56'38        | 5               | 10     |
| 4   | Rolf Steinhausen     | Hermann Hahn       | Busch-Yamaha          |                 | 6               | 8      |
| 5   | Masato Kumano        | Kunio Takeshima    | LCR-Yamaha            |                 |                 | 6      |
| 6   | Patrick Thomas       | Helmut Schilling   | Seymaz-Yamaha         |                 |                 | 5      |
| 7   | Trevor Ireson        | Donnie Williams    | Ireson-Yamaha         |                 | 8               | 4      |
| 8   | Mick Boddice         | Chas Birks         | Windle-Yamaha         |                 | 9               | 3      |
| 9   | Jean-François Monnin | Wolfgang Kalauch   | LCR-Yamaha            |                 | 10              | 2      |
| 10  | Mick Barton          | Nick Cutmore       | Yamaha                |                 |                 | 1      |
| DNF | Egbert Streuer       | Bernard Schnieders | LCR-Yamaha            | Wielophanging 2 | Wielophanging 2 |        |
| DNF | Rolf Biland          | Kurt Waltisperg    | Krauser-LCR-Yamaha    | Ontsteking      | 1               |        |

### Top tien WK-tussenstand zijspanklasse
| Pos. | Coureur          | Bakkenist                                       | Motorfiets            | Ptn. |
| ---- | ---------------- | ----------------------------------------------- | --------------------- | ---- |
| 1    | Werner Schwärzel | Andreas Huber                                   | Krauser-Seymaz-Yamaha | 64   |
| 2    | Rolf Biland      | Kurt Waltisperg                                 | Krauser-LCR-Yamaha    | 60   |
| 3    | Alain Michel     | Michael Burkhardt                               | Krauser-Seymaz-Yamaha | 39   |
| 4    | Egbert Streuer   | Bernard Schnieders                              | LCR-Yamaha            | 33   |
| 4    | Jock Taylor (†)  | Benga Johansson                                 | Fowler-Windle-Yamaha  | 33   |
| 6    | Patrick Thomas   | Jean-Marc Fresc/ Horst Juhant/ Helmut Schilling | Seymaz-Yamaha         | 20   |
| 7    | Derek Jones      | Brian Ayres                                     | LCR-Yamaha            | 19   |
| 8    | Steve Abbott     | Shaun Smith                                     | Yamaha                | 16   |
| 9    | Dennis Bingham   | Julia Bingham                                   | Yamaha                | 14   |
| 10   | Masato Kumano    | Kunio Takeshima                                 | LCR-Yamaha            | 13   |
| 10   | Rolf Steinhausen | Hermann Hahn                                    | Busch-Yamaha          | 13   |

### Gecorrigeerde top tien WK-tussenstand zijspanklasse
Pas begin september realiseerde men zich bij de FIM dat bij de Grand Prix van Finland een blunder was begaan, door geen punten toe te kennen in de zijspanrace die na zeven ronden was gestaakt. Men had reglementair halve punten moeten toekennen, maar ten tijde van de Grand Prix van Tsjecho-Slowakije was deze (werkelijke) stand nog niet bekend.
| Pos. | Coureur          | Bakkenist                                       | Motorfiets            | Ptn. |
| ---- | ---------------- | ----------------------------------------------- | --------------------- | ---- |
| 1    | Werner Schwärzel | Andreas Huber                                   | Krauser-Seymaz-Yamaha | 69   |
| 2    | Rolf Biland      | Kurt Waltisperg                                 | Krauser-LCR-Yamaha    | 67,5 |
| 3    | Alain Michel     | Michael Burkhardt                               | Krauser-Seymaz-Yamaha | 45   |
| 4    | Egbert Streuer   | Bernard Schnieders                              | LCR-Yamaha            | 35,5 |
| 4    | Jock Taylor (†)  | Benga Johansson                                 | Fowler-Windle-Yamaha  | 35,5 |
| 6    | Patrick Thomas   | Jean-Marc Fresc/ Horst Juhant/ Helmut Schilling | Seymaz-Yamaha         | 24   |
| 7    | Derek Jones      | Brian Ayres                                     | LCR-Yamaha            | 19   |
| 8    | Steve Abbott     | Shaun Smith                                     | Yamaha                | 16   |
| 9    | Dennis Bingham   | Julia Bingham                                   | Yamaha                | 15,5 |
| 10   | Rolf Steinhausen | Hermann Hahn                                    | Busch-Yamaha          | 14   |

## Trivia

### Jean-François Baldé
Jean-François Baldé brak in Zweden een voet en in Brno werd duidelijk dat hij daardoor de wereldtitel wel kon vergeten. En dat terwijl het zijn eerste botbreuk en een vijftienjarige carrière was. 
1928 · 1929 · 1950 · 1951 · 1952 · 1954 · 1955 · 1956 · 1957 · 1958 · 1959 · 1960 · 1961 · 1962 · 1963 · 1964 · 1965 · 1966 · 1967 · 1968 · 1969 · 1970 · 1971 · 1972 · 1973 · 1974 · 1975 · 1976 · 1977 · 1978 · 1979 · 1980 · 1981 · 1982 · 1983 · 1984 · 1985 · 1986 · 1987 · 1988 · 1989 · 1990 · 1991